# Jakub Frint
Jakub Frint, německy Jakob Frint, též Jacob Frint (4. prosince 1766, Česká Kamenice – 11. října 1834, St. Pölten), byl český římskokatolický kněz německé národnosti, rakouský teolog a spisovatel, biskup diecéze St. Pölten v letech 1827–1834.

## Život
Findovi (též Frintovi) byli poměrně rozvětvená severočeská rodina ze které pocházela řada duchovních. Jedna větev žila v České Kamenici na Děčínsku. Tam se roku 1766 narodil Jakob Frint. Na kněze byl vysvěcen v roce 1795. V roce 1801 se stal vídeňským dvorním kaplanem. V roce 1803 se stal spirituálem v Konviktu ve Vídni. Od roku 1804 vyučoval teologii na vídeňské univerzitě. V roce 1810 se stal ve Vídni dvorním a hradním farářem. V roce 1816 založil ve Vídni pro světské duchovní vyšší vzdělávací spolek „Augustinum“. Ústav, který vymohl na císaři Františku I., později dostal název po svém zakladateli „Frintaneum“.
K svému rodišti neztratil vztah, i když jeho role je rozporuplná. Za episkopátu litoměřického biskupa Hurdálka usiloval o likvidaci josefinistů a bolzanistů v Litoměřicích. Svého cíle dosáhl včetně Hurdálkovy rezignace.
Byl postupně jmenován kanovníkem ve Velkém Varadíně a stal se posléze titulárním opatem. V roce 1827 byl jmenován biskupem v rakouském St. Pölten, kde pak působil až do své smrti.

## Dílo
Sepsal mnoho náboženských spisů. Jeho kázání, přednášky a duchovní cvičení byly několikrát vydány. V letech 1819–1825 redigoval ve Vídni „Theologische Zeitschrift“ do něhož přispívali učení rakouští kněží.